# Villogorgia acanthostoma
Villogorgia acanthostoma is een zachte koraalsoort uit de familie Plexauridae. De koraalsoort komt uit het geslacht Villogorgia. Villogorgia acanthostoma werd voor het eerst wetenschappelijk beschreven door Germanos. 